# Peretik, Liubar
Peretik (în ucraineană Перетік) este un sat în comuna Hlezne din raionul Liubar, regiunea Jîtomîr, Ucraina.

## Demografie
Componența lingvistică a localității Peretik
     Ucraineană (97,78%)
     Rusă (1,67%)
     Alte limbi (0,56%)
Conform recensământului din 2001, majoritatea populației localității Peretik era vorbitoare de ucraineană (97,78%), existând în minoritate și vorbitori de rusă (1,67%).